# Titanosauroidea
De Titanosauroidea zijn een groep sauropode dinosauriërs.
In 1995 bedacht Paul Upchurch de naam Titanosauroidea om de zustergroep van de Brachiosauridae binnen de Macronaria mee aan te duiden. Die zustergroep was de tak in de stamboom die leidde naar de Titanosauridae. In 1998 gaf hij een definitie als klade, monofyletische afstamminggroep: de groep bestaande uit alle taxa die nauwer verwant zijn aan de echte Titanosauridae, zoals Saltasaurus, dan aan de Brachiosauridae. De "echte" Titanosauridae waren in dit verband dan de titanosauriden zoals die zelf als meer beperkte klade waren gedefinieerd. 
Upchurchs definitie bleek al gauw problematisch te zijn want de Titanosauroidea zouden dan samenvallen met of de Titanosauria, of de Somphospondyli, zoals die kladen door Paul Sereno gedefinieerd waren, afhankelijk van de precieze positie van Euhelopus in de stamboom. Hierom wijzigde Leonardo Salgado de definitie in 2003 in: alle Titanosauria die nauwer verwant zijn aan Saltasaurus dan aan Andesaurus. Dit duidt een beperktere groep aan dan de eerdere definitie.
Volgens Sereno is het begrip echter weinig nuttig en hij wijst er ook op dat Titanosaurus als nomen dubium geen typegenus kan zijn van een taxon.